# Архангельское (усадьба)
Уса́дьба «Арха́нгельское» — дворцово-парковый ансамбль конца XVIII — начала XIX века. Усадьба расположена на берегу старицы Москвы-реки в городском округе Красногорск Московской области, в 2 км к юго-западу от города Красногорска. Особо ценный объект культурного наследия народов Российской Федерации.

## История усадьбы
Усадьба известна с 1584 года — в то время она находилась в совместном владении вотчинника Алексея Ивановича Уполоцкого и конюха Осипа Матвеева, сына Рязанцева. По фамилии Уполоцкого усадьба носила название Уполозы. Числилась она в Горетовском стане Московского уезда.
В 1623 году Уполозами владели Немир и Григорий Киреевские, которым усадьба перешла по купчей 1617 года и «полюбовной записи» 1618 года. Как и при Уполоцком, в селе существовала церковь Михаила Архангела, уже получившая придел Святого Николая.
В 1646 году здесь во владении Федора Ивановича Шереметева значилось имение и в нём деревянная церковь. Именно в этом году наименование Архангельское, по сельской церкви, появляется в документах. На селе числится шесть крестьянских дворов.
В XVII веке его владельцами стали князья Одоевские. В 1678 году Архангельское, принадлежавшее князю Я. Н. Одоевскому, имело «двор попов, двор боярский, двор скотный, шесть дворов дворовых». Всего в селе проживало двадцать человек, в примыкавшем к нему Захаркове было показано «14 дворовых и 2 бобыля».
С 1681 по 1703 год вотчина принадлежала князю М. Я. Черкасскому. В селе уже значится каменная церковь Михаила Архангела, которая и дошла до нашего времени. В Архангельском уже насчитывалось 85 человек крепостных.
С 1703 до 1810 года усадьба оставалась в роду Голицыных. Первый из этого рода владелец усадьбы, Д. М. Голицын, получил её через свою жену, урождённую Одоевскую, родственницу Черкасских.
При императрице Анне Иоанновне Дмитрий Михайлович Голицын был обвинён «в преступных намерениях» лишить государыню власти. Высланный в Москву, он большей частью жил в Архангельском. Сохранив старый дом, Голицын построил в усадьбе новый деревянный на 13 комнат, обращённый к Москве-реке. Между домом и рекой был разбит французский регулярный парк, который стал центром современного парка усадьбы. В 1736 году Голицын был арестован, его имущество описано и конфисковано.
В 1741 году усадьба была возвращена его сыну, Алексею Дмитриевичу, однако новый этап её развития связан с сыном Алексея Дмитриевича, Николаем. В 1780-х годах он начал постройку главного усадебного, так называемого «Большого дома» и изменения в усадебном парке. Во время посещения Парижа в 1780 году за 1200 ливров Н. Голицын заказал проект нового дворца местному архитектору Жаку-Жако Герну. Будучи послом при королевском дворе Швеции, Голицын пригласил механика и инженера Норберга в Россию для работы над машиной, подающей воду в фонтаны усадьбы и осуществляющей водоснабжение дворца.
Строительство усадебного дома началось в 1784 году, предположительно, автор проекта даже не приезжал в Россию, и работы велись под руководством другого зодчего. На это указывает, в частности, отказ от изображённого в проекте Герна подвала и кольцевого цилиндрического свода вокруг центральной опоры под парадным круглым залом. Дальнейшее строительство осуществлялось под руководством итальянца Джакомо Тромбара, в 1779 году приехавшим в Россию вместе с Джакомо Кваренги. На первом этапе был реконструирована (или возведена вновь) левая оранжерея с двумя зимними флигелями. Перед одним из флигелей — западным — появился фонтанный резервуар, цветники, свинцовая скульптура. В 1786 году завершилось возведение Римских ворот в виде руин и дороги от них мимо оранжереи и цветника, которая сохранилась до настоящего времени. Большой дом начал строиться после сноса старого деревянного, работы растянулись на долгие годы. В начале 1790-х годов были устроены две террасы над партером парка, декорированные мраморной скульптурой. Чуть позже была построена лимонная оранжерея с летними павильонами симметрично лавровой. В правой части парка был устроен павильон «Каприз» (53×9 м), сохранившийся в перестроенном виде до наших дней. Под прямым углом к нему расположился ещё один павильон, известный у Голицыных под наименованием «Библиотека», вероятно, там хранилось всё, что осталось от богатейшей библиотеки Д. М. Голицына, конфискованной у хозяина в 1737 году, частью разрозненной и возвращённой его сыну.
После своей отставки (1792) Голицын практически не занимался устройством усадьбы — отделка внутренних помещений дворца так и не была завершена. В 1809 году хозяин усадьбы скончался, после него Архангельское, обременённое долгами, унаследовала супруга князя Мария Адамовна.
Строительные работы ещё не были завершены, когда в 1810 году усадьбу за 245 тыс. рублей приобрёл князь Н. Б. Юсупов. В состав имения вошёл и небольшой завод по производству стекла. Князю Юсупову усадьба была нужна для поддержания своего авторитета в столице, размещения художественных коллекций и реализации задуманных театральных проектов.
В 1812 году усадьба, захваченная французами, была разграблена. Бунт крепостных крестьян привёл к уничтожению господского имущества, прежде всего многих картин и внутреннего убранства дворца. В январе 1820 года пожар уничтожил значительную часть коллекций и причинил серьёзный ущерб зданию. Для восстановления были приглашены московские зодчие: И. И. Жуков, О. И. Бове, Дж. А. Артари, С. П. Мельников, В. Г. Дрегалов. Работами руководил архитектор Е. Д. Тюрин, а непосредственное выполнение было поручено крепостному архитектору Ивану Борунову. Приглашённые художники де Куртейль, Колумбий и Рунжи при участии крепостных живописцев заново расписали залы дворца. Были заново расписаны стены столовой (Египетский зал), парадные и другие комнаты. Стукко, декоративную лепку, орнаментальные росписи выполняли русские, в том числе крепостные, мастера. В 1829—1830 годах под руководством архитектора В. Г. Дрегалова были перестроены стены террас и завершены работы по парку.
Достойным обрамлением дворцового комплекса стал парк, благодаря которому усадьбу называют «подмосковным Версалем». Усадьба постоянно привлекала к себе внимание современников. В разное время её посетили такие выдающиеся деятели русской культуры, как историк и писатель Н. М. Карамзин, поэты А. С. Пушкин и П. А. Вяземский, литераторы А. И. Герцен и Н. П. Огарёв, художники В. А. Серов, А. Н. Бенуа, К. Е. Маковский, К. А. Коровин, музыканты К. Н. Игумнов и И. Ф. Стравинский. Не обошли своим вниманием Архангельское и члены русской императорской фамилии. Здесь бывали Александр I и Николай I, Александр II и Александр III, а также Николай II.
В 1901 году архитектором П. В. Харко был проведён ремонт и реставрация отдельных помещений главного усадебного дома. В 1910 году художник И. И. Нивинский провёл реставрацию росписей и гризайлей главного дома. В 1913—1914 годах реставрационные работы во дворце проводились И. И. Нивинским и архитектором Р. И. Клейном[уточнить].
После революции усадьба была реквизирована, в 1919 году превращена в историко-художественный музей. Позднее, в 1934—1937 годах, на месте прежних оранжерей над Москвой-рекой появились корпуса Центрального военного клинического санатория «Архангельское» (архитектор В. П. Апышков), изменившие вид на долину Москвы-реки.
С 1945 года по середину 1990-х годов на территории усадьбы находилась база спортклуба ЦСКА, в частности, футбольной и хоккейной команд.

## Архитектура усадебного дома
В результате работы Джакомо Тромбара над полуротондой усадебного дома с колоннами ионического ордера появился высокий бельведер. С противоположной стороны усадебный двор фланкирован колонными галереями на «палладианский манер», но в отличие от архитектуры самого А. Палладио, они сделаны открытыми: «alla francese» (итал. «на французский лад»). Такие галереи типичны для русской усадебной архитектуры. Выходящая к партеру парка подпорная стена нижней террасы была дополнена двухмаршевой лестницей, украшена балюстрадой с вазонами, статуями и бюстами античных богов, героев и философов. Крепостной архитектор В. Я. Стрижаков по проекту С. П. Мельникова построил въездную арку, замкнувшую курдонёр (парадный двор).
Среди парковых павильонов выделяются «Каприз», Манеж и Библиотека в форме ротонды (ныне — «Чайный домик»). Павильоны строил архитектор, выходец из Тессинского кантона итальянской Швейцарии, Ф. И. Петонди. В начале XIX века весь комплекс парковых павильонов именовали «Капризом». В 1819 году по проекту Е. Д. Тюрина построили «Храм Екатерины» и начали возведение театра.
Значительную ценность представляют собой скульптуры в интерьерах дворца, на наружных лестницах и в аллеях парка. Они многочисленны и разнообразны: от копий известных античных и барочных статуй до оригинальных произведений итальянских скульпторов XVIII века. В усадьбе находилась специально заказанная Н. Б. Юсуповым копия произведения А. Кановы «Амур и Психея» (в настоящее время — в собрании Эрмитажа в Санкт-Петербурге).
Интерьеры дворца построены по анфиладному принципу и оформлены в стиле русского классицизма. На втором этаже находится двусветный овальный зал, самый большой во дворце. Он расположен по главной оси здания и всего дворцово-паркового ансамбля, вид на который открывается из окон зала. В западной анфиладе — «Античный зал» с оригинальными произведениями античной скульптуры, по сторонам которого симметрично расположены два октогональных (восьмигранных в плане) «Салона Робера».
Во дворце хранилась часть коллекции произведений искусства, принадлежавшей семье Юсуповых. В их числе некоторое время находился «Портрет графа Ф. Ф. Сумарокова-Эльстона, впоследствии князя Юсупова» (будущего убийцы Григория Распутина) кисти Валентина Серова, впоследствии переданный в Государственный Русский музей. Картина была написана художником в интерьере вестибюля дворца в Архангельском.

## Художественные коллекции
Князь Н. Б. Юсупов был одним из крупнейших коллекционеров западноевропейской живописи, как и многие российские меценаты, он собирал картины французского романиста Юбера Робера. В собрании дворца — двенадцать картин этого художника. Во дворце имеется «Зал Тьеполо», в котором находятся две больших картины выдающегося венецианского живописца Джованни Баттиста Тьеполо: «Встреча Антония и Клеопатры» и «Пир Клеопатры». Собрание живописи дворца включает более двухсот картин западноевропейских художников голландской, фламандской, французской и итальянской школ XVII—XVIII веков. Среди них: четыре морских пейзажа Клода Жозефа Верне, две картины Габриэля-Франсуа Дуайена, «Портрет неизвестной» работы Антониса Ван Дейка.
Интерьеры дворца обставлены мебелью бидермайера и русского ампира, изделиями из бронзы первой трети XIX века. Уникальна обширная коллекция западноевропейского и восточного фарфора XVIII—XIX веков, а также собрание русского фарфора и изделий собственной Юсуповской фарфоровой мануфактуры, действовавшей в усадьбе в 1814—1839 годах. Частично сохранилось собрание Юсуповской библиотеки, насчитывавшей к началу XIX века более шестнадцати тысяч томов.

## «Театр Гонзага»
В 1791—1799 годах князь Н. Б. Юсупов был директором Императорских театров и неоднократно устраивал в Санкт-Петербурге и Москве гастроли итальянских театральных трупп. Именно он пригласил в Россию в конце 1791 или в начале 1792 года выдающегося итальянского художника-декоратора Пьетро ди Готтардо Гонзаго. Наследник Павел Петрович и Мария Фёдоровна сразу привлекли итальянского художника к работам в Павловске, но к императорскому двору его не допускали (возможно, потому что Гонзаго был масоном).
По просьбе Н. Б. Юсупова Гонзаго подготовил проект постройки театра в Архангельском к прибытию в усадьбу императора Александра I. Но самому Гонзаго приехать в Архангельское не удалось. Не отпускала Дирекция Императорских театров. В своей мастерской при Эрмитажном театре в Санкт-Петербурге Гонзаго подготовил двенадцать «перемен» декораций. «Театр Гонзага» торжественно был открыт 8 июня 1818 года в присутствии императора Александра I и прусского короля Фридриха-Вильгельма III. Собственная театральная труппа Юсупова состояла из крепостных балерин, певиц и музыкантов, живших в его московском доме.
В проектировании театра по эскизам Гонзаго (его рисунки сохранились в музее усадьбы) принимал участие московский архитектор О. И. Бове, практические работы в 1817—1818 годах осуществляли архитекторы Е. Д. Тюрин, С. П. Мельников, В. Я. Стрижаков и артель плотников Осипа Иванова. Театр был деревянный, наружные стены оштукатурены и выкрашены в золотистый цвет. Зрительный зал опоясывает внушительная колоннада, хотя зал невелик — он вмещает всего двести пятьдесят человек.
Обычно ставили отдельные балетные сцены и дивертисменты с пением и танцами. Однако театр в Архангельском вошёл в историю не спектаклями, а благодаря творчеству выдающегося итальянского художника. Театр так и называли: «Театр Гонзага». До нашего времени сохранились подлинные занавес (6 х 8 м), иллюзорно продолжающий архитектуру зала, и четыре перемены декораций, а также небольшие копии, сделанные учениками. Декорации, хранящиеся в Архангельском, — единственные подлинники. Остальное обширное наследие — это эскизы, натурные зарисовки и графические фантазии мастера. 30 июня 1969 года к пятидесятилетию музея-усадьбы Архангельское в театре состоялся «спектакль декораций»: под музыку Россини зрителям показали четыре декорации Гонзаго.

## Юсуповский фарфор
Николай Борисович Юсупов помимо работы в Дирекции Императорских театров с 1789 года управлял петербургской Шпалерной мануфактурой, а в 1792—1800 годах заведовал Императорскими Стеклянным и Фарфоровым заводами. В 1814 году он устроил в Архангельском мануфактуру, на которой, аналогично его другим предприятиям (оркестрам и театру), работали прошедшие специальную выучку крепостные крестьяне. Юсупов организовал «живописное заведение» — школу, где преподавали французские мастера, лучших учеников посылали продолжать обучение в Санкт-Петербург. Школой руководил французский живописец Н. де Куртейль (Куртей), с 1822 года — мастер из Севра — Огюст-Филипп Ламбер (?—1835).
В мастерских Архангельского делали только роспись; «бельё» (белые, нерасписанные изделия) заказывали на Императорском заводе в Петербурге, на частном заводе Попова, или во Франции. Образцами служили произведения французские и русские гравюры, в том числе с известных картин, портреты и ботанические атласы. В процессе решения композиционных задач связи формы и декора простое копирование переходило в творчество, пусть и наивное. Это придавало изделиям юсуповского фарфора особенное очарование, оттенок теплоты, изящества с некоторой долей провинциальности.
Юсуповская роспись представляет собой оригинальный стиль русского классицизма, смягчённый мироощущением народных мастеров. После смерти владельца усадьбы в 1831 году завод просуществовал недолго, и в конце 1839 года был закрыт как «недоходный». Многие изделия юсуповского фарфора позднее были утрачены, часть из них экспонируется в Музее керамики усадьбы Кусково.

## Основные постройки усадьбы
| '"`UNIQ--templatestyles-00000030-QINU`"' — здания'"`UNIQ--templatestyles-00000031-QINU`"' — фонтаны | '"`UNIQ--templatestyles-00000032-QINU`"' — сооружения (памятники)'"`UNIQ--templatestyles-00000033-QINU`"' — сады, парки и террасы |

- Большой дворец (1784—1820-е)
- Храм-усыпальница Юсуповых («Колоннада») (1909—1916, архитектор Р. И. Клейн, при участии А. Д. Чичагова, Г. Б. Бархина[26]; интерьеры отделаны художником И. И. Нивинским)
- Храм Архангела Михаила (1660-е)
- Святые ворота (1824)
- Глинобитная ограда (1826)
- Кладовая над оврагом (конец XVIII века, перестроена О. И. Бове 1816)
- Конторский флигель (конец XVIII века, перестроен в 1822—1823 годах по проекту архитектора Е. Д. Тюрина)
- Малый дворец «Каприз» (конец XVIII века, перестроен в 1817—1818 годах по проекту архитектора Е. Д. Тюрина)
- Чайный домик (после пожара 1820 года; до того, с конца XVIII века — библиотека)
- Театр Гонзаго (1817—1818, архитекторы Е. Д. Тюрин, В. Я. Стрижаков и С. П. Мельников по проекту О. И. Бове)
- Храм-памятник Екатерине II (по модели М. И. Козловского, Москва, 1819)
- Розовый фонтан (1850-е гг.)
- Памятник А. С. Пушкину (мастерская Кутырина, Москва, 1903)
- Имперская колонна в честь посещения усадьбы российским императором Александром I (1816).

## Усадьба в современной культуре и искусстве

### Усадьба в кино и на телевидении
В 1983 году в усадьбе Архангельское проходили съёмки музыкального фильма «Весёлая вдова» — оперетты венгерского композитора Франца Легара. В кадрах фильма хорошо видны интерьеры усадьбы. Например, вид газона перед Усыпальницей Юсуповых.

### Нумизматика
В 2009 году Банк России в рамках серии «Памятники архитектуры России» выпустил двадцатипятирублёвую серебряную монету с изображением элементов архитектурного ансамбля усадьбы: Большого дворца с террасой и фонтаном, храма-усыпальницы (Колоннады) и статуи лежащего льва. В честь 100-летия основания Государственного музея-усадьбы «Архангельское» Банк России 1 апреля 2019 года выпустил в обращение две серебряные памятные монеты номиналом 3 рубля и 25 рублей.

## Усадьба в наши дни
В настоящее время усадьба разделена на две части, одна из которых, включающая дворец, огорожена забором, охраняется и проход на её территорию является платным, вторая, где находится театр Гонзаго и Аполлонова роща, не охраняется и открыта для посещения. Между территориями проходит Ильинское шоссе.
Ведутся реставрационные работы в Большом дворце и Театре Гонзаго. Отреставрированные парадные залы дворца (Вестибюль, Аванзал, Овальный зал) были открыты для экскурсионного посещения 30 апреля 2009 года, а Театр Гонзаго — с 10 июня 2009 года. Для осмотра также открыты архитектурно-парковый ансамбль усадьбы, экспозиция живописи западноевропейских художников XVIII в. в «Колоннаде», в «Конторском флигеле» готовится к открытию выставка, посвящённая юсуповскому фарфору, на которой будут представлены экспонаты из 11 ведущих музеев России (открытие — 30 апреля 2009 г.), выставки современных художников в «Кладовой над оврагом» и Нижнем зале «Колоннады».
В усадьбе периодически проводятся концерты, фестиваль джаза «Усадьба. Джаз».
Неподалёку от усадьбы расположен Музей техники Вадима Задорожного. В 2005 году было объявлено о строительстве вблизи усадьбы первого в России «города для миллионеров» — автономного городского поселения Рублёво-Архангельское, рассчитанного на 30 000 жителей, имеющих высокий и сверхвысокий достаток.
Указом Президента России от 18 октября 2017 года № 493 государственное бюджетное учреждение культуры «Государственный музей-усадьба „Архангельское“» отнесено к особо ценным объектам культурного наследия народов Российской Федерации.
В начале 2020 г. СМИ стали распространять информацию, что согласно новому проекту на территории 300 га музея-усадьбы «Архангельское» планируется коммерческая застройка. Это вызвало общественный резонанс, потребовались разъяснения по проекту. По информации директора «Архангельского» Вадима Задорожного, разработанный Институтом Генплана Москвы проект по заказу музея-усадьбы «Архангельское» прошёл историко-культурную экспертизу, согласование в правительстве и прокуратуре Московской области, Министерстве культуры РФ, а также процедуру общественных обсуждений и был утверждён 26 мая 2020 г. Согласно документу исторический ландшафт усадьбы и территория вокруг неё будут сохранены и даже расширены на 105 га.
Директор государственного музея-усадьбы «Архангельское» — Вадим Задорожный.

### Борьба за территорию
В соответствии с Постановлением Правительства РФ от 03.04.1996 г. № 388 «О мерах по сохранению и дальнейшему использованию комплекса памятников истории и культуры усадьбы „Архангельское“ в Московской области» территория в пределах охранных зон усадьбы передавалась в совместное использование музея-усадьбы «Архангельское» и Центрального военного клинического санатория «Архангельское».
Однако до выхода постановления правительства Московской области «Об утверждении границ территории и зон охраны усадьбы „Архангельское“ Красногорского района» в 2001 году режимы охранных зон были подкорректированы так, что исторические рощи Архангельская, Захарковская, Воронцовская, где запрещалось строительство, превратились в «зону регулируемой застройки». Причём из общей площади охранной зоны — около 800 га — федеральная собственность была оформлена только на 62 га; остальная территория стала сдаваться в аренду, в частности, Аполлоновая и Горятинская рощи (в 2004 году они были сданы в аренду для «культурно-оздоровительных целей», а через 4 года состоялось переоформление: рекреация с правом застройки). Росохранкультура и музей-усадьба подали иск о признании договоров недействительными.
16 августа 2011 г. Министерство обороны РФ объявило о проведении аукциона о продаже участка земли, 12 га которой входят в охранную зону усадьбы, а 0,8 га находятся на территории усадьбы. Иск музея-усадьбы об отмене аукциона находится в стадии рассмотрения. 10 февраля Арбитражный суд Москвы признал недействительным приказ министра обороны Анатолия Сердюкова от 21 июня 2011 года о выставлении на торги участка чуть более 20 гектаров в охранных границах музея-усадьбы «Архангельское».
25 марта 2013 года заместитель председателя Московского областного отделения ВООПиК Евгений Соседов на встрече с Путиным пожаловался ему:
Действительно, за неё [Архангельское] уже более 10 лет ведётся борьба различными общественными организациями и дирекцией музея. Но тем не менее наша деятельность начинает всё больше и больше напоминать какой-то бесконечный сериал, когда мы выигрываем суды, но тем не менее продолжается строительство. Буквально в субботу активисты были вынуждены пикетировать против очередной незаконной вырубки, которая уже была признана незаконной. В настоящее время продолжается лоббирование сокращения охранных зон буквально в десять раз. Почему-то этим занимается один из богатейших людей России – Виктор Вексельберг. И это не секрет, что его структуры владеют земельными участками в Архангельском. Мы просто не понимаем, почему мы вынуждены доказывать какие-то очевидные вещи, что нельзя строить посёлок рядом с театром Гонзаго, что нельзя осваивать Лохин остров, эти панорамы знаменитые.
В ответ на это ГК «Ренова» выпустила пресс-релиз, в котором заявила:
Еще в середине 2000-х годов структуры Группы разработали проект обустройства вблизи «Архангельского» паркового комплекса и рекреационной зоны, предназначенных для отдыха москвичей и жителей области. Однако до сих пор ни областное, ни федеральное министерства культуры так и не согласовали проект. При этом, все судебные инстанции к настоящему времени подтвердили законность позиции ГК «Ренова».
А 27 марта 2013 г. Вексельберг назвал сообщённые Евгением Соседовым сведения недостоверными.

## Галерея
- Храм Михаила Архангела. 1660-е гг.
- Вид на усадебный дом из парка
- Храм-усыпальница Юсуповых («Колоннада»). 1909—1916. Архитектор Р. И. Клейн
- Дворец в Архангельском. Интерьер
- Статуя Екатерины II
- Советская модель позирует на мраморной скамейке в усадьбе Архангельское, 1974 год
- Санаторные корпуса на территории усадьбы Архангельское
- Скульптура на террасе перед южным фасадом дворца
- Гостиная в усадьбе Архангельское
- Ворота парадные